# Pauline Knip-Rifer de Courcelles

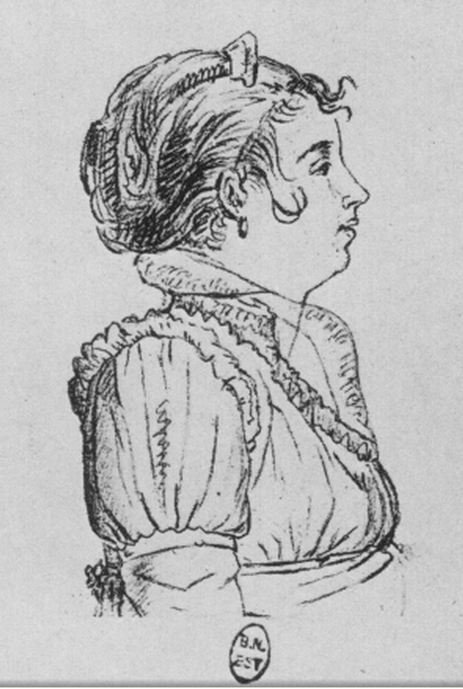
Pauline Knip de Courcelles, geportretteerd door Joseph Knip (1824) - Bibliothèque nationale de France

Pauline Knip-Rifer de Courcelles (Parijs, 1781 - Parijs, 1851) was een Frans kunstenaar, gespecialiseerd in het schilderen van vogels. Ze verwierf bekendheid met illustraties die werden opgenomen ornithologische boeken, waaronder l’Histoire Naturelle générale des Pigeons et Gallinacés (1838-1845) van Coenraad Jacob Temminck. 

## Biografie

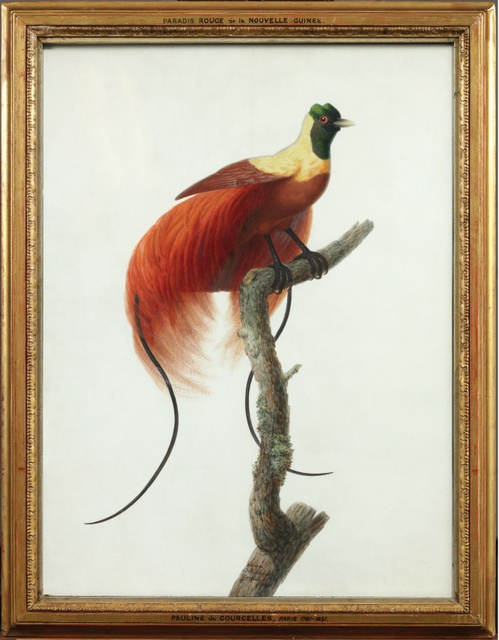
Pauline Knip de Courcelles, Paradijsvogel (Uranornis rubra) op een tak, 1811. Transparante en dekkende waterverf op perkament, 60 x 45 cm.

Antoinette Pauline Jacqueline Rifer de Courcelles werd geboren in Parijs als dochter van een hoge marineofficier. Ze studeerde kunst onder Jacques Barraband, waarna ze zich in aristocratische kringen begaf. Ze was een van de beschermelingen van keizerin Joséphine de Beauharnais, ontving een gouden medaille en logement bij de Sorbonne en werd benoemd tot 'Premier peintre d’histoire naturelle de l’impératrice' door Napoleons tweede echtgenoot Maria Louise van Oostenrijk. Ze exposeerde haar aquarellen en penillustraties op de Parijse salons van 1808, 1810, 1812 en 1814. Tussen 1817 en 1826 tekende ze ontwerpen voor serviezen geproduceerd door de Manufacture de Sèvres.
In 1808 trouwde zij met de Nederlandse landschapsschilder Joseph August Knip, die ze in het atelier van Barraband had ontmoet. In 1824 liet ze zich van hem scheiden, na de geboorte van zijn buitenechtelijke dochter Henriëtte Ronner-Knip, die eveneens schilder zou worden.

## Werk in openbare collecties (selectie)
- Teylers Museum